# D-mannitolo ossidasi
La D-mannitolo ossidasi è un enzima appartenente alla classe delle ossidoreduttasi, che catalizza la seguente reazione:
mannitolo + O2 ⇄ mannosio + H2O2
L'enzima catalizza anche l'ossidazione del D-arabinitolo e, in maniera minore, del D-glucitolo (sorbitolo), mentre L-l'arabinitolo non è un buon substrato. L'enzima delle lumache Helix aspersa e Arion ater si trova in un organello tubolare specializzato che viene chiamato mannosoma.